# Heterocephalus
Heterocephalus és un gènere de rosegadors de la família dels batièrgids (o, segons altres classificacions, dels heterocefàlids). Actualment només conté una espècie vivent, la rata talp nua (H. glaber), oriünda de l'est d'Àfrica, però també s'hi ha assignat una espècie fòssil encara per descriure. Aquesta espècie prehistòrica fou trobada en estrats del Miocè inferior de Napak (Uganda). Anteriorment era classificat dins la família de les rates talp (Bathyergidae), però fou reassignat a una família a part per a reflectir les grans diferències respecte als altres animals d'aquest grup.